# Schloss Pfersee

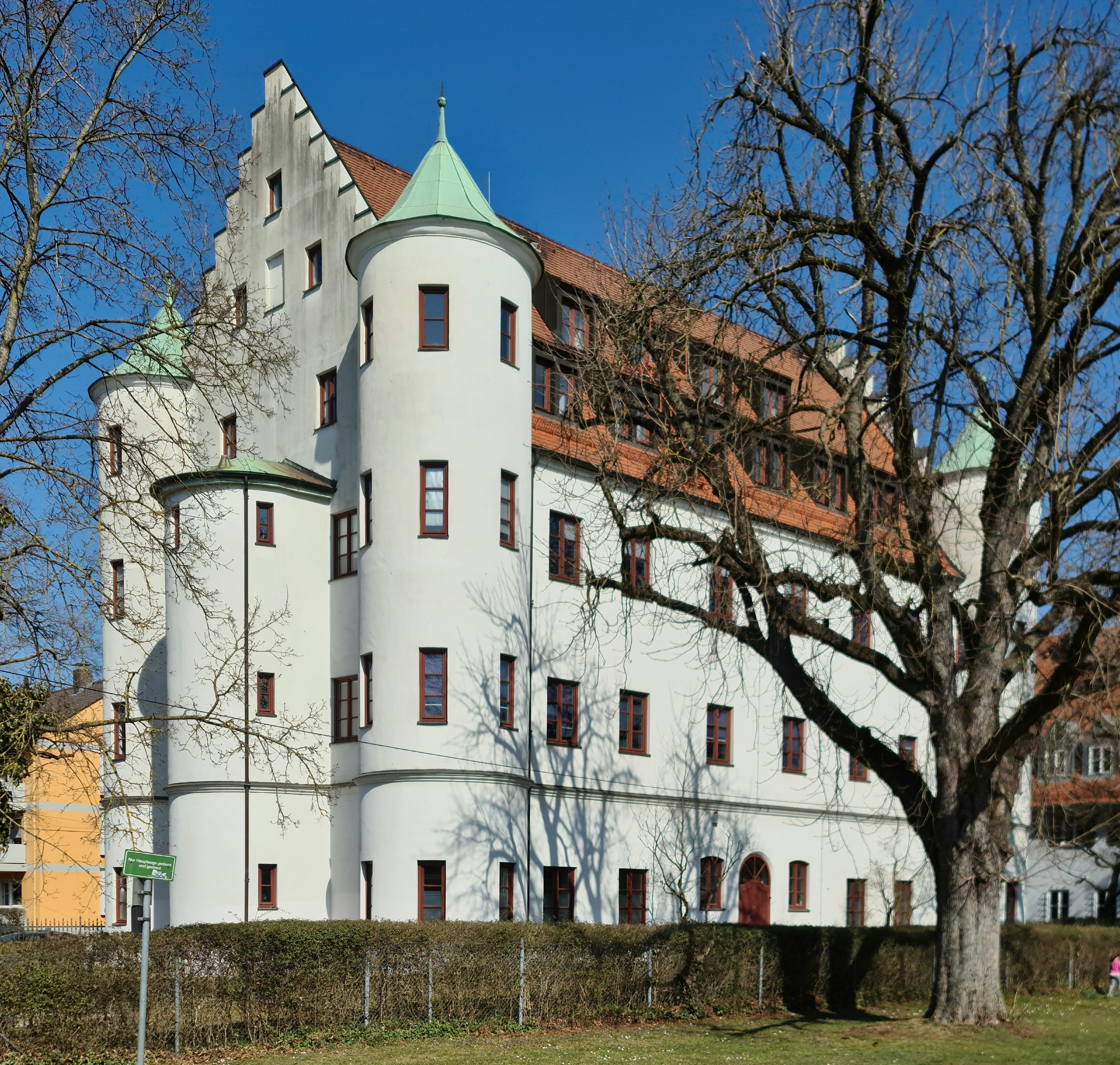
Westfront des Schlosses

Das Schloss Pfersee (auch Schlössle Pfersee) liegt im Augsburger Stadtteil Pfersee. Es ist ein dreigeschossiger Sattelbau mit Treppengiebeln, vier runden Ecktürmen und einem Rundturm an der Westfront des Gebäudes.

## Geschichte

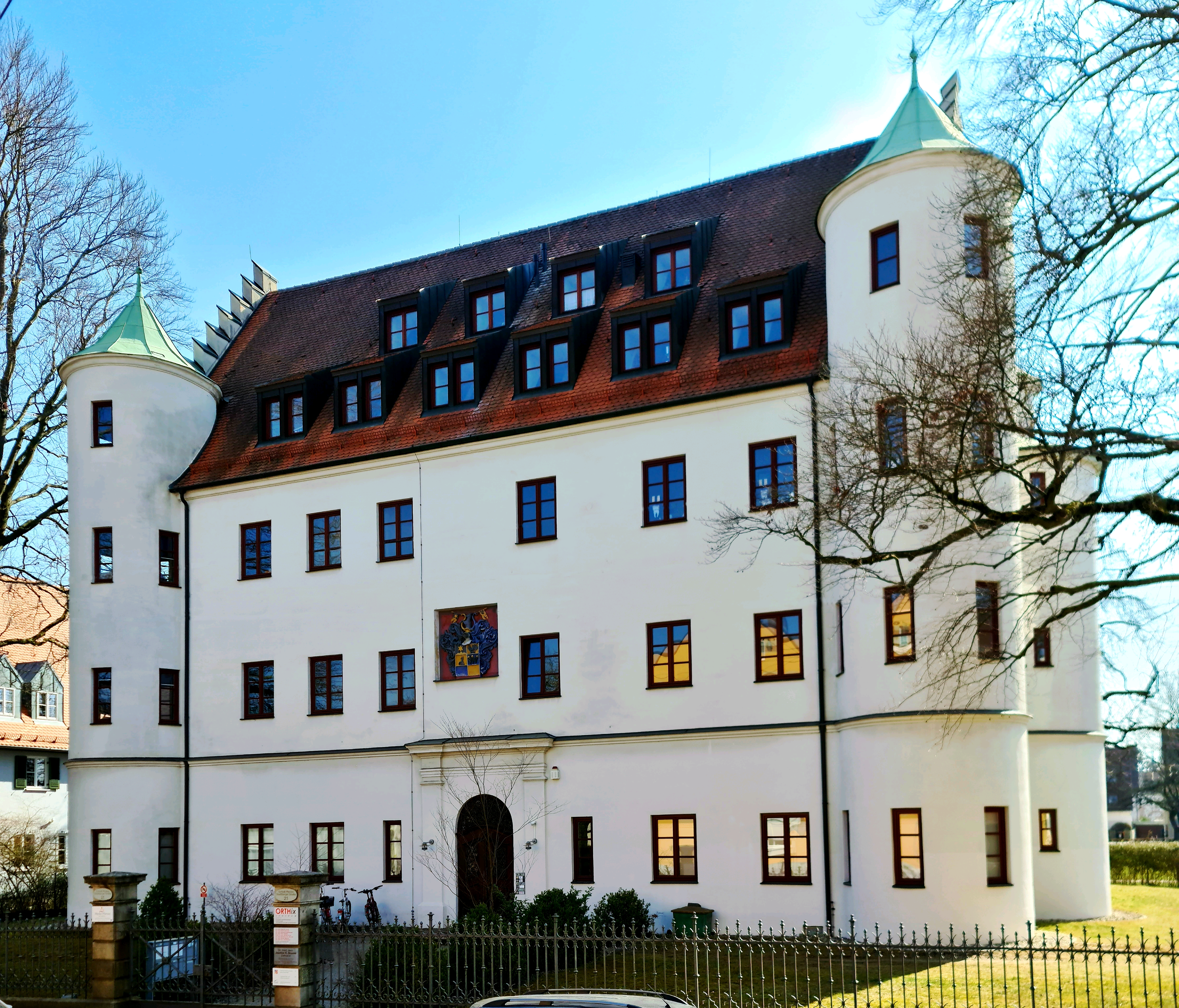
Nordportal des Schlosses mit Wappen derer von Spruner

Das im Kern mittelalterliche Schloss wurde vor dem 13. Jahrhundert erbaut:
Lange Zeit wurde das Schlössle im Volksmund Hermannsburg genannt, in Erinnerung an den Raubritter, der als 'Schröck von Phersee'  Angst und Schrecken verbreitete und dessen Burg wohl an der Stelle des Schlössels stand.
Das imposante Gebäude, das von einem großen Park  mit Mauer umgeben war, geriet im Laufe der Zeit in den Besitz mehrerer, nicht nur adeliger Familien. Im Jahre 1579 wurde das vermutlich weitgehend zerstörte Schloss von der Besitzerfamilie Zobel durchgreifend um- und ausgebaut.  1805 wurde es Rentamtsitz. Im Jahre 1882 erwarb die selbständige Gemeinde Pfersee das Schloss und errichtete darin ein Kranken- und Armenhaus. Mit der Eingemeindung von Pfersee nach Augsburg kam das Schloss in den Besitz der Fuggerstadt, die Anfang der 1990er Jahre das Gebäude an einen Investor verkaufte.
Heute beherbergt das Schloss, das unter Denkmalschutz steht, Büros und Arztpraxen.
Über dem pilastergerahmten Schlossportal befindet sich das Wappen des freiherrlichen Adelsgeschlecht von Spruner (auch Spruner von Mertz), die 1876 das Schloss erwarben:
Eine der frühesten Darstellungen des sogenannten Schlössle von Pfersee ist in einer Miniaturdarstellung vom Anfang des 17. Jahrhunderts überliefert... Das weitläufige Anwesen mit seinem repräsentativen Schlossbau und seinen üppigen Gartenanlagen zeugt von einem bürgerlichen Selbstverständnis, das selbstbewusst mit dem Adel konkurrierte... Obwohl der Bau in späterer Zeit verschiedene Veränderungen erfuhr, ist das baumbestandene Areal bis heute nahezu unberührt geblieben. Erhalten blieb die gewölbte, mit rosettenverzierten Gurtbögen geschmückte Halle aus der Zeit um 1600 im südlichen Eingangsbereich.